# De scepter van Ottokar
De scepter van Ottokar (Franse titel: Le Sceptre d'Ottokar, oorspronkelijk Tintin en Syldavie) is het achtste verhaal uit de reeks Kuifje-strips van de Belgische tekenaar en stripscenarist Hergé (1907-1983). Het verscheen voor het eerst van 4 augustus 1938 tot 10 augustus 1939 in Le Petit Vingtième, de jeugdbijlage van het Belgische dagblad Le Vingtième Siècle. Het originele album in zwart-wit dateert uit 1939 en verscheen bij uitgeverij Casterman. De eerste ingekleurde versie dateert van eind jaren veertig.

## Bekende personages die geïntroduceerd worden
- Bianca Castafiore zal in veel verhalen terugkeren, te weten De 7 kristallen bollen, Kuifje en het Zwarte Goud, De zaak Zonnebloem, Cokes in voorraad, De juwelen van Bianca Castafiore en Kuifje en de Picaro's.
- Kolonel Boris, keert terug in het verhaal Mannen op de maan en wordt dan kolonel Jorgen genoemd.
- Igor Wagner verschijnt in dit album voor het eerst, maar wordt nog niet bij naam genoemd. Hij keert terug in De juwelen van Bianca Castafiore en op één plaatje in Kuifje en de Picaro's.

## Verhaal
Kuifje vindt in het park de aktetas van een zekere professor Halambiek en brengt die terug naar de eigenaar. Halambiek blijkt een kettingrokende zegelkundige die onder meer zegels bezit uit Syldavië. De professor bereidt een studiereis voor naar dat land om de zegels aldaar te bestuderen. Kuifje komt er bij toeval achter dat Halambieks benedenburen niet deugen. Die hadden Kuifje bij de professor al afgeluisterd en met een in een zakhorloge verborgen fototoestel stiekem een foto van hem gemaakt. Vervolgens hoort Kuifje per toeval enkele mensen geheimzinnig over hem praten. Hij volgt een van hen naar een Syldavisch restaurant en hoort daar iemand over Halambiek praten, maar wordt opgemerkt door de ober, die degenen die over Halambiek praten voor Kuifje waarschuwt. Kuifje eet een hapje in het restaurant en onderaan op de rekening staat een opmerkelijk Syldavisch spreekwoord: Wie zich bemoeit met andermans zaken, kan in een lelijk parket geraken. Vervolgens wordt Kuifje door een hem onbekende man gevolgd naar zijn appartement. Vlak nadat die bij hem heeft aangebeld, verliest de onbekende zijn bewustzijn. Vermoedelijk is hij bewusteloos geslagen. Wanneer de man is bijgekomen, blijkt hij zijn geheugen kwijt te zijn. Even later wordt er bij Kuifje thuis een steen door het raam geworpen met daaraan een waarschuwend briefje: Voor het laatst: bemoei u met uw eigen zaken! Wanneer Kuifje zich niets van dit alles aantrekt, wordt er een mislukte bomaanslag op hem gepleegd, er wordt getracht hem neer te schieten en hem bij een achtervolging op een motorfiets om het leven te laten komen.

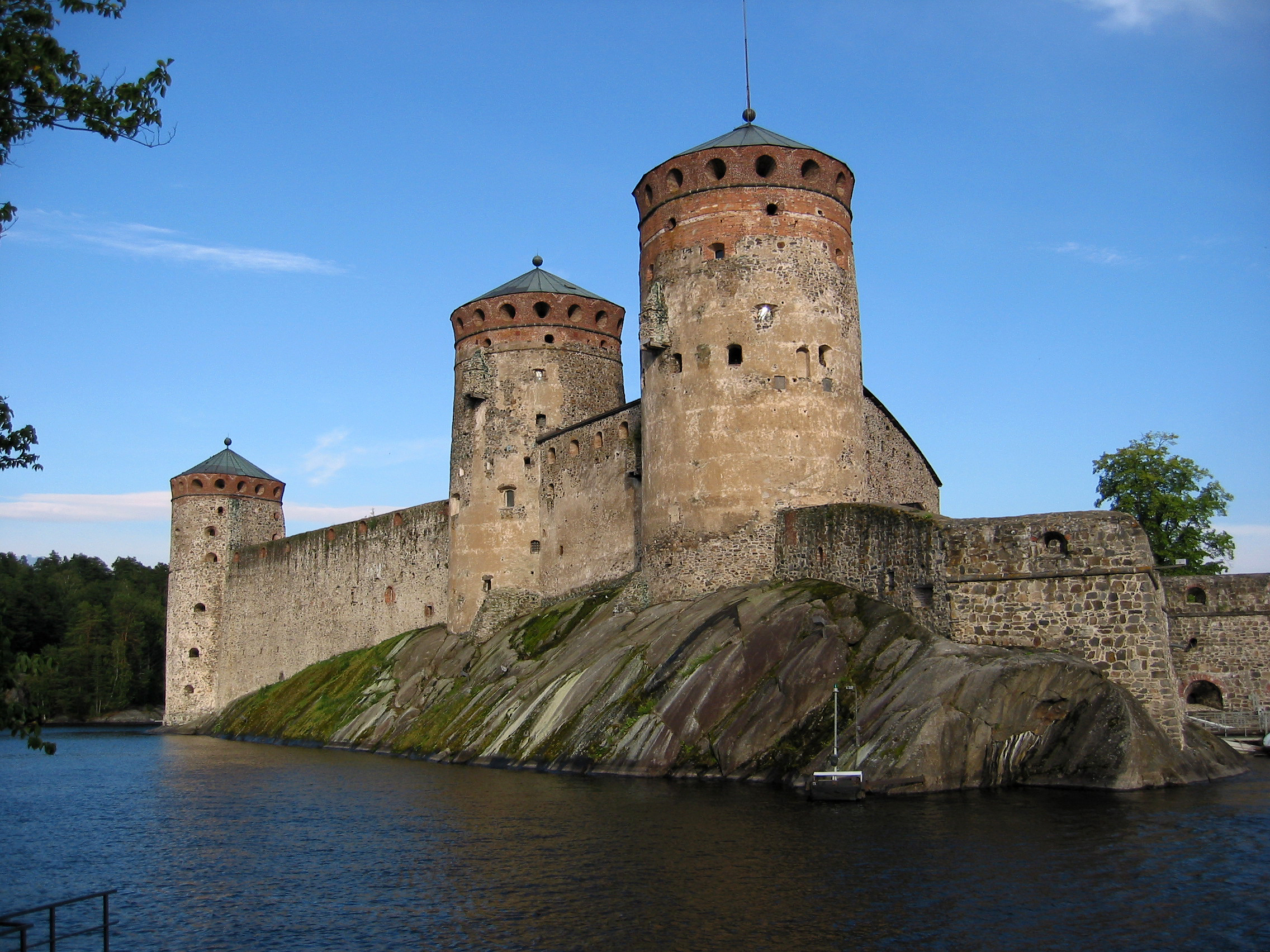
Twee torens van het Kropowkasteel in De scepter van Ottokar zijn gebaseerd op die van het kasteel Olavinlinna in Finland.

Kuifje besluit daarop in te gaan op het verzoek van de professor om met hem mee te gaan als secretaris. Vlak voor het vertrek wordt Kuifje door de professor opgebeld. Ineens hoort hij geheimzinnig hulpgeroep door de telefoon, zo te horen is het de professor die in nood verkeert. Kuifje rent in allerijl naar het huis van Halambiek, die echter gewoon zijn koffers aan het pakken is en aangeeft van niets te weten. Kuifje begrijpt er niets van.
In het vliegtuig op weg naar Syldavië ontdekt Kuifje dat er zaken niet kloppen: de eerder zo bijziende en kettingrokende Halambiek rookt ineens niet meer en kan zonder bril vanuit het vliegtuig schapen in een weiland diep beneden onderscheiden. Kuifje vermoedt dat deze persoon een bedrieger is die zich voor Halambiek uitgeeft en dat de echte Halambiek tijdens het afgekapte telefoongesprek werd overmeesterd. Wanneer ze geland zijn, probeert Kuifje de vermeende valse baard van de bedrieger af te trekken, maar de baard blijkt toch echt te zijn. Kuifje begrijpt er niets meer van.
Vanuit Praag worden ze met een privévliegtuig verder vervoerd. Boven Syldavië opent de piloot, die in het vijandelijke complot zit, plotseling een vloerluik, waardoor Kuifje uit het vliegtuig valt. Kuifje overleeft deze nieuwe moordaanslag doordat hij in een hooiwagen belandt, terwijl zijn hond Bobbie in Kuifjes parachute blijft hangen.
Kuifje heeft eerder in het vliegtuig een brochure met een samenvatting van de Syldavische geschiedenis gelezen, waarin onder andere de historische annexatie van Syldavië door het buurland Bordurië wordt beschreven. Ook wordt vermeld dat de huidige koning Muskar XII zou moeten aftreden als hij op Sint-Vladimirsdag niet over de scepter van de vroegere koning Ottokar IV beschikt. Kuifje meent nu dat de studiereis van professor Halambiek een voorwendsel is om binnen te dringen in de schatkamers en de scepter te stelen en zodoende de koning te dwingen om af te treden. Kuifje vertrouwt deze kwestie toe aan de eerste politiecommandant die hij ontmoet. Dit blijkt een verrader die Kuifje door zijn samenzweerders gevangen wil laten nemen. Hij wordt op een boerenkar richting de hoofdstad van Syldavië gezet, met de bedoeling hem onderweg te overmeesteren, maar Kuifje weet een lift te krijgen van een auto met daarin de operazangeres Bianca Castafiore en ontkomt op die wijze geheel per toeval aan de ontvoering. Met veel moeite ontsnapt Kuifje en slaagt erin de hoofdstad Klow te bereiken, waar kolonel Boris, de verraderlijke adjudant van Muskar XII van wie Kuifje eerst zogenaamd toestemming heeft gekregen tot een onderhoud met de koning, hem tijdens een optreden van Castafiore laat arresteren omdat hij een anarchist zou zijn. Kuifje weet te ontkomen en komt per toeval alsnog in contact met de Syldavische koning, die in gezelschap is van Boris. Kuifje legt uit hoe het zit. De koning besluit Kuifjes relaas nader te onderzoeken en begeeft zich met Kuifje naar de schatkamer waar zich de scepter bevindt. Daar treffen ze Halambiek, de hoffotograaf Czarlitz en de wachters bewusteloos aan. De scepter is verdwenen. Czarlitz en Halambiek worden in hechtenis genomen, maar ontsnappen.

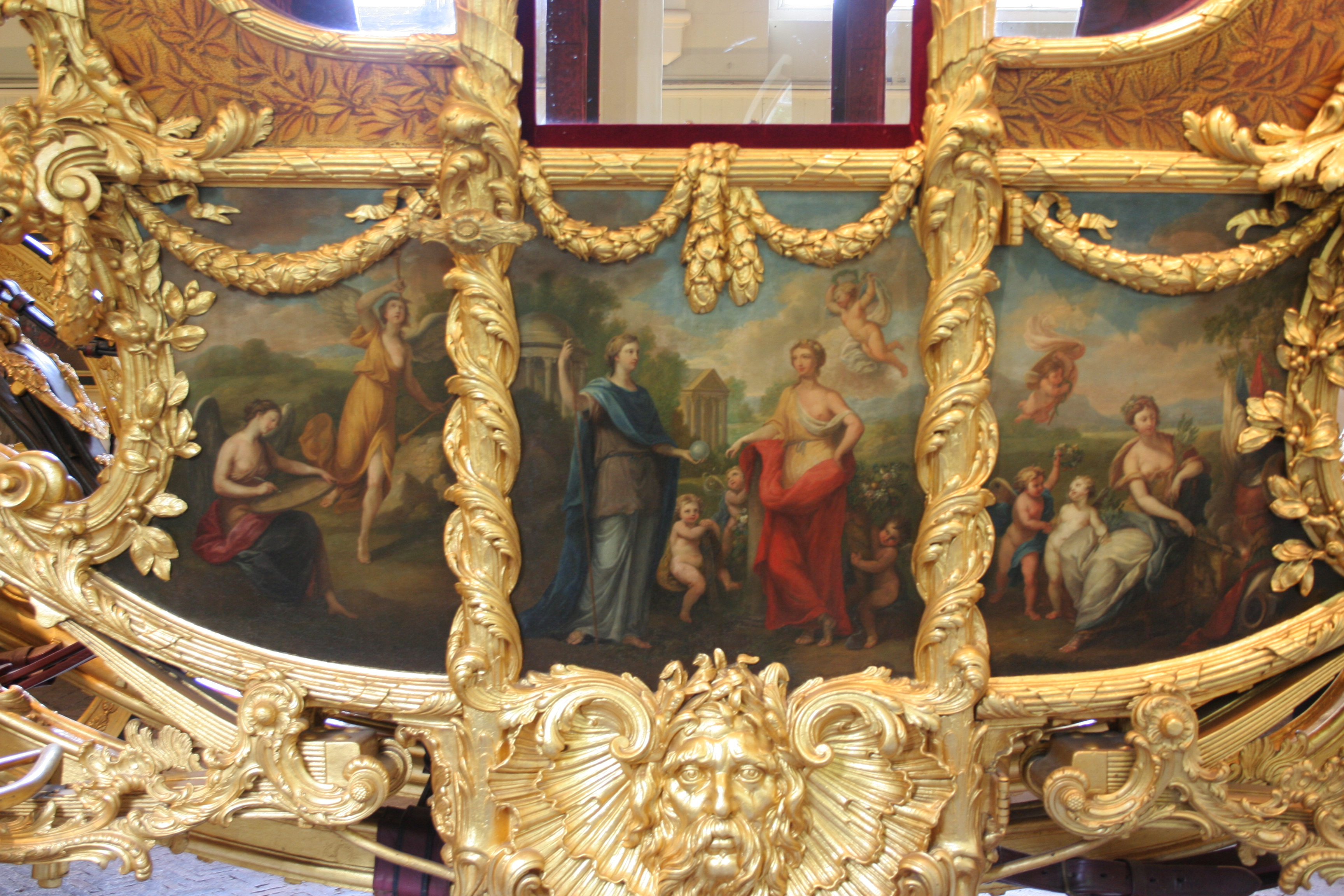
Detail van de Britse koninklijke Gouden Koets. Op dit voertuig is de koets van koning Muskar XII in het album De scepter van Ottokar gebaseerd.

De detectives Jansen en Janssen komen nu de zaak helpen onderzoeken. Zij concluderen dat de aanwezigen verdoofd werden doordat bij het fotograferen iets anders dan magnesiumpoeder gebruikt werd, waarna de dief de scepter naar buiten wierp. Het laatste lijkt onmogelijk vanwege de tralies, maar Kuifje ontdekt dat er een springveer in het fototoestel verborgen zit. Czarlitz en Halambiek konden de scepter hiermee afschieten, waarna ze door een klap van dezelfde springveer bewusteloos zijn geraakt. In het bos waar de scepter terechtgekomen is, volgt hierna een confrontatie met drie Bordurische spionnen, die op zoek zijn naar de scepter en die inderdaad vinden. Kuifje en zelfs Bobbie krijgen de scepter even in bezit, maar uiteindelijk ontsnapt een van de samenzweerders met de scepter naar de Syldavisch-Bordurische grens. Kuifje achtervolgt hem, alwaar hij de man net op tijd overmeestert. In diens zakken ontdekt Kuifje instructies over de voorbereidingen voor een Bordurische invasie. Gedreven door stevige trek glipt Kuifje de grens over om bij een huis om eten te vragen. Het blijkt een grenspost te zijn, wat hem dwingt om met een gestolen brood en fles wijn de bergen in te vluchten, terwijl de Borduriërs hem op de hielen zitten. Tijdens zijn vlucht stuit Kuifje op een militair vliegveld en hij steelt een van de gevechtsvliegtuigen die klaar staan voor de inval. Omdat dit een Bordurisch vliegtuig is, wordt hij door de Syldaviërs neergehaald. Kuifje weet samen met Bobbie net op tijd uit het brandende vliegtuig te ontsnappen, waarna hij te voet zijn weg vervolgt richting Klow.
Intussen is de spanning in Syldavië opgelopen. Geruchten over de diefstal van de scepter nemen toe, terwijl de samenzweerders geweld tegen plaatselijke Borduriërs uitlokken om de invasie te rechtvaardigen. Net wanneer de koning besluit dat hij moet aftreden om een einde te maken aan de onrust, arriveert Kuifje. Hij meent de scepter bij zich te hebben, maar blijkt hem onderweg naar het paleis verloren te hebben. Het is Bobbie die hem gevonden heeft, die de scepter naar het paleis brengt en daarmee de monarchie redt. De samenzweerders worden gearresteerd en Kuifje wordt geridderd.
Nu valt alles uiteindelijk op zijn plaats. De vreemdeling die voor Kuifjes deur werd aangevallen en daarna zijn geheugen kwijt was, was een Syldavische agent die Kuifje had moeten waarschuwen voor het complot waar hij via professor Halambiek in verzeild dreigde te raken. Uiteindelijk wordt ook het vraagstuk van de niet rokende en brilloze Halambiek opgelost: Nestor, de echte professor, was vlak voor zijn reis naar Syldavië ontvoerd en vervangen door zijn tweelingbroer Alfred, die net als Nestor een baard heeft. Het was dus waar wat Kuifje in het vliegtuig vermoedde.

## Achtergronden

### Inspiratiebronnen

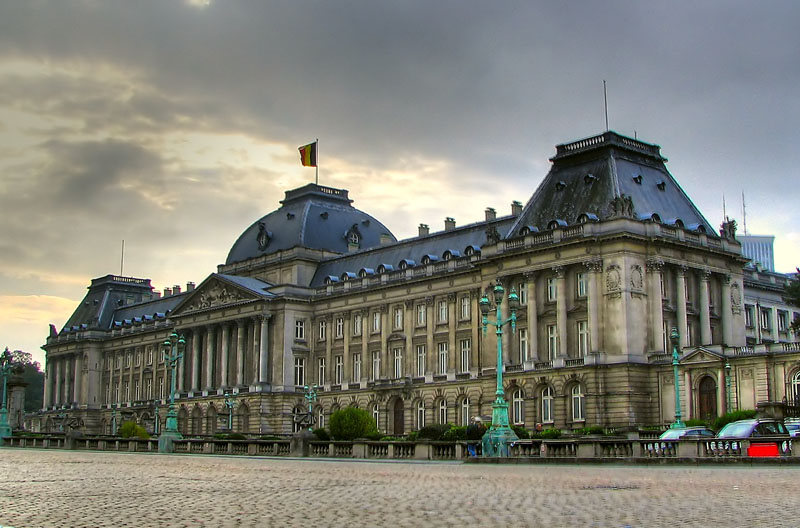
Het Koninklijk Paleis van Brussel, waarop het Koninklijk Paleis van Syldavië is gebaseerd.

Het idee voor het verhaal had Hergé van een vriend, zo vertelde hij in een serie interviews aan de journalist Numa Sadoul. In 1982 zei Hergé tegen hem, zonder namen te noemen:
Ik ben bijgestaan, eerder vriendschappelijk dan beroepsmatig (.....) ik had niet een echt scenario gekregen, wel ideeën, uitstekende ideeën (....) en tamelijk gedetailleerd en daar kon ik op voortborduren.
Hergés biograaf Philippe Goddin noemt Philippe Gérard, een van Hergés goede vrienden, als degene die Hergé inspireerde. Hergé en Gérard dachten volgens hem aan een staat die in tweeën was gesneden en de namen Syldurië en Bordurië had gekregen. Ze raakten geïnspireerd door de troonsbestijging van de Engelse koning George VI en kwamen op het idee om diens fictieve neef, tevens de wettelijke erfgenaam, als de populaire Ottokar IV de troon van Syldurië te laten bestijgen. Die koningstroon werd in de plannen van Hergé en Gérard echter opgeëist door de onpopulaire prins Karamellovitsch, die in Bordurië in ballingschap verbleef en afstamde van een erg oud geslacht dat ooit zelf op de troon van Syldurië zat. De prins zou daarbij steun krijgen van de 'centrale machten', die hun oog hadden laten vallen op de mijnen waar het erts kalysium gewonnen werd. Dit erts zou een belangrijke rol in de oorlogsvoering kunnen gaan spelen. De aanhangers van Karamellovitsch waren verenigd in geheime genootschappen, die als wachtwoord de Brussels-Syldurische uit het caféleven afkomstige kreet 'Khem döst' hanteerden en in het Brusselse dialect voor 'Ik heb dorst' staat. Als alternatief had Hergé nog een ander wachtwoord achter de hand: 'Rohlzy Mopzy', afgeleid van 'rolmops', in het België van die dagen erg populair. En er kwamen nog meer ideeën naar voren, zoals het fototoestel in een zakhorloge en het luik in een vliegtuig dat openklapt, waarna Kuifje naar beneden valt. Slechts enkele details zouden het album halen. Eén inval zou in een ander verhaal gebruikt gaan worden. Zo verschijnt in het drie jaar na De scepter van Ottokar verschenen Kuifje-verhaal De geheimzinnige ster een professor ten tonele met de naam Kalys, die zijn naam aan een nieuw ontdekt erts geeft: kalysium.
Benoît Peeters, een van Hergés andere biografen, meent ook dat met die vriend zo goed als zeker Philippe Gérard bedoeld wordt en die al langer waarschuwende woorden had uitgesproken over een groot aanstaand conflict. Een andere mogelijke aanwijzing is dat Hergé in 1939 in zijn notitieboekje vermeldde: "scenarios: en collaboration: Philippe - Jamin" (scenario in samenwerking met Philippe en Jamin). Met Philippe doelde hij wellicht op Philippe Gérard en met Jamin natuurlijk op Paul Jamin, eveneens een van zijn beste vrienden.
In een van Hergés aantekeningen komt een generaal voor die verstrooid uit een watervliegtuig stapt en pardoes in het water valt. De twee detectives Jansen en Janssen zouden zijn rol overnemen.

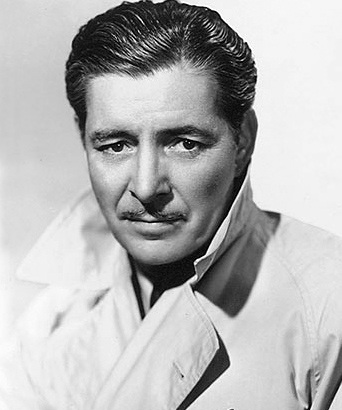
Volgens Hergés biograaf Philippe Goddin vertoont de acteur Ronald Colman, die de hoofdrol van koning en zijn dubbelganger speelt in de film The Prisoner of Zenda (1937), gelijkenissen met koning Muskar XII.

Kuifje vlucht uit Bordurië in een vliegtuig van het Duitse merk Heinkel, maar wordt door het Syldavische luchtafweergeschut neergeschoten. Volgens Hergés biograaf Van Opstal doet dit voorval denken aan de keer dat een Duits vliegtuig in vredestijd het Belgische luchtruim binnendrong en niet neergeschoten werd. Maakte Hergé met de Heinkel een vergelijking tussen nazi-Duitsland en Bordurië? Goddin laat een oordeel over aan de lezer. Feit is wel dat tot aan de vlucht met de Heinkel er in de verhaallijn geen expliciete vergelijking met nazi-Duitsland te ontdekken valt.
Volgens Van Opstal is De scepter van Ottokar een variatie op de film The Prisoner of Zenda, over een koning uit een fictief Centraal-Europees land die om zijn troon niet te verliezen de volgende dag aanwezig dient te zijn bij zijn eigen kroning. Zijn tegenstanders proberen hem daarvan weg te houden. In 1937 werd er al voor de derde keer een film met deze titel uitgebracht. Van Opstal meende dat Hergé de verhaallijn actualiseerde door er ene Müstler (een samenstelling van de namen Mussolini en Hitler) en een aantal Heinkels aan toe te voegen.

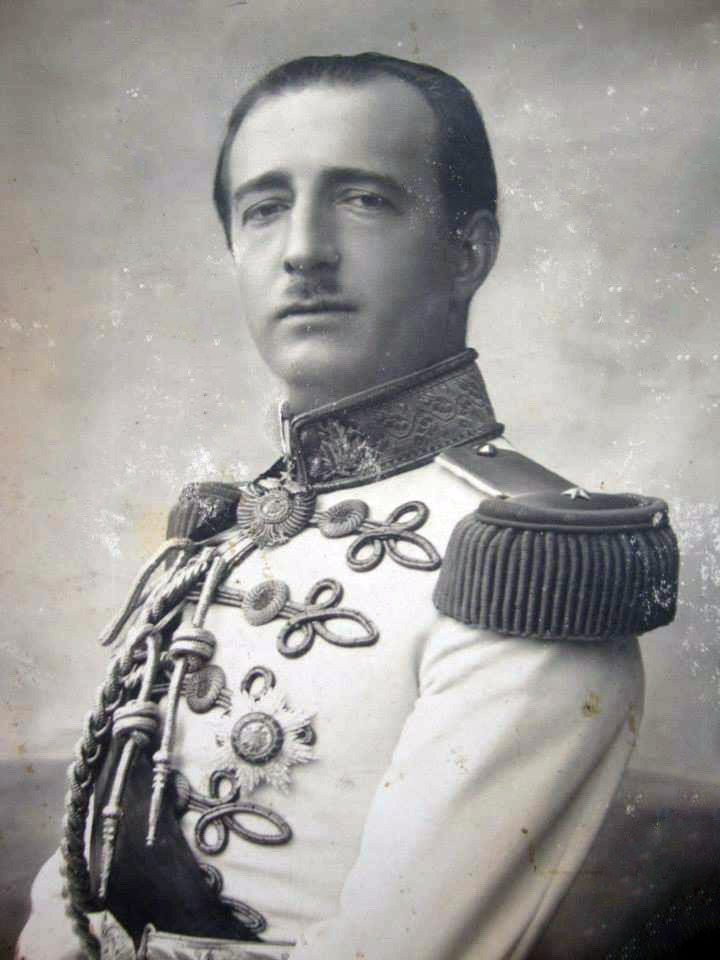
Philippe Goddin, een van Hergés biografen, ziet uiterlijke overeenkomsten tussen de hier afgebeelde koning Zog I van Albanië en de Syldavische koning Muskar XII.

Het zakhorloge met ingebouwd fototoestel was gebaseerd op een uitvinding van de Expo Watch Company, die tussen 1905 en 1939 in New York in productie was. Ook het boek Technique du coup d'État uit 1931 van Curzio Malaparte werd gebruikt als bron. Volgens dit boek kan een staatsgreep succesvol worden uitgevoerd door in een land slechts enkele strategische punten te bezetten, zoals een radiostation, energiecentrales en vliegvelden. Het zijn precies deze plekken die Müstler wil laten bezetten en die op pagina 53 van het album worden uiteengezet.
In 1978 en 1982 onthulde Hergé in brieven aan lezers dat hij ter voorbereiding op het verhaal rondgereisd had in Albanië, Servië, Montenegro en Hongarije. De koets waarin koning Muskar XII rijdt, is ontleend aan een foto van de Britse koninklijke Gouden Koets die in november 1931 stond afgedrukt in het Franse tijdschrift Le Crapouillot. Van Hergé is bekend dat hij dit tijdschrift las. Het koninklijk paleis vertoont gelijkenissen met dat van Brussel. De afbeelding van de Slag bij Zileheroum is geïnspireerd op een vijftiende-eeuwse Mongoolse miniatuur. De tekening van een skelet van de Diplodocus giganticus is mogelijk afgekeken van een foto uit het weekblad Le Patriote Illustré uit 1938, waar een gelijkend skelet is weergegeven uit het Museum für Naturkunde in Berlijn. Het Kropowkasteel is deels geïnspireerd op het kasteel Olavinlinna in Finland. De theeverkoper is geïnspireerd op een tekening die door iemand anders dan Hergé gemaakt werd en met de omschrijving 'Albanië' in Hergés archief aangetroffen werd.
Koning Muskar XII van Syldavië en zijn gemalin vertonen volgens Goddin uiterlijke gelijkenissen met koning Zog I van Albanië en diens vrouw, koningin Géraldine. Muskars profiel heeft volgens Goddin echter ook de trekken van Ronald Colman in de speelfilm The prisoner of Zenda, waarin Colman in 1937 de koningsrol vervult. Tintinofiel Yves Horeau daarentegen ziet geen zichtbare overeenkomsten met de Albanese koning. Volgens hem is Muskar een verpersoonlijking van koning Leopold III van België. Ook Peeters en Goddin menen dat de Syldavische vorst geïnspireerd is op zijn Belgische evenknie.
Goddin acht het erg aannemelijk dat de tweelingbroers Nestor en Alfred Halambiek geïnspireerd zijn op de wetenschappers Auguste Piccard en zijn tweelingbroer Jean. Deze lijken niet alleen enigszins op de gebroeders Halambiek, maar in 1933 werd een foto gepubliceerd waar ze beiden opstonden, waarbij Auguste een bril met ronde brillenglazen droeg en Jean brilloos was. Hergé kwam Auguste Piccard in Brussel weleens tegen op straat. In alle Franstalige uitgaven heten de gebroeders Halambique met de achternaam.
Volgens Van Opstal is de scepter geïnspireerd op de 'amulet van Zuni' uit Harold Lloyds klassieker Grandma's Boy (1922). De oorspronkelijke scepter had in een eerdere tekenversie van Hergé met zijn dunne, langwerpige vogelsnavel de vorm van een paraplu of bijl. Hergé tekende al eens een parapluhouder in de vorm van een dergelijke vogelkop in zijn uit 1929 daterende stripreeks Monsieur Schinler. In de film Grandma's Boy komt een vermeende amulet voor die toverkracht zou bezitten. Uiteindelijk bleek het te gaan om een parapluhouder.
Pierre Assouline, ook een van Hergés biografen, meent dat het universum van de Franse schrijver Pierre Benoit (1886-1962) in De scepter van Ottokar is waar te nemen. De scène met een hongerige Kuifje die een brood steelt, is gebaseerd op een voorval uit Hergés jeugd toen hij als boyscout in de keukentent een brood probeerde te stelen.
Volgens Hergé is Kuifjes doel niet het redden van de monarchie, maar het bestrijden van onrecht.

### Actualiteit
Het verhaal was op het moment dat het werd gemaakt erg actueel. In maart 1938 was Oostenrijk onderdeel van Duitsland geworden en Sudetenland werd in september dat jaar met militair machtsvertoon door nazi-Duitsland geannexeerd. Korte tijd later werden kleine delen van Tsjechoslowakije bij Polen en Hongarije gevoegd en in april 1939 werd Albanië met geweld door Italië ingelijfd. In heel Europa heerste de gedachte dat er ieder moment een nieuwe oorlog kon uitbreken. Om het actuele aspect van het verhaal zo goed mogelijk uit te buiten, wilde Hergé dat het zo snel mogelijk in albumvorm werd uitgegeven. In een brief van 19 juni 1939 aan zijn uitgever Charles Lesne schreef hij daarover:
Als je het verhaal een beetje hebt gevolgd, weet je dat alles op de actualiteit is gebaseerd. Syldavië is Albanië. Er wordt een annexatie met inachtneming van de formaliteiten voorbereid. Als we willen profiteren van het voordeel van dit laatste nieuws dan is het nu of nooit.
Decennia later gaf Hergé tegenover Sadoul aan dat hij bij het maken van het verhaal aan Duitsland had gedacht, maar dat het eigenlijk op elk totalitair regime betrekking kon hebben. Naar zijn zeggen was de naam Müsstler, de dictator in het verhaal, een samentrekking van Mussolini en Hitler. Het verhaal past daarmee in de traditie van politieke thematiek, wat ook al het geval was in de eerdere Kuifje-verhalen De Blauwe Lotus en Het gebroken oor.

### Vermenging Balkanelementen
Net als Syldavië is Albanië een klein land dat aan zee ligt. Syldavië is in het Kuifje-verhaal echter niet tot alleen dit land terug te brengen, eerder is het een mengeling van elementen uit meerdere Balkanlanden. Zo doet de Stalen Garde denken aan de Roemeense IJzeren Garde, die indertijd de Roemeense koning Carol II wilde afzetten. Hergé zelf gaf ook aan dat een en ander niet tot een bepaald land herleid kon worden, waarmee de verhaallijn een universeel karakter kreeg.
Ook voor humor was er plaats. Op het wapen van Syldavië is een zwarte pelikaan afgebeeld, een vogel die zijn broedplaats in de Balkan heeft. Het land Syldavië kreeg in de in het album weergegeven toeristenbrochure de toevoeging 'Het koninkrijk van de zwarte pelikaan'. Bij de scouting, waar Hergé een fervent aanhanger van was geweest, stond een zwarte pelikaan voor 'niet goed wijs'.

### Tekeningen
De kleding van Kuifje oogt vooral in het begin van het verhaal nogal vormeloos. Pas vanaf 1940 zal daar in andere verhalen verandering in komen. Ook Kuifjes hoofd is ronder dan in volgende albums.
De originele tekeningen werden op 10 mei 1940, de dag van de Duitse invasie in België en omliggende landen, door Hergé en zijn echtgenote ter bewaring naar de kantoren van het tijdschrift Cœurs Vaillants in Parijs gebracht. In het verloop van de oorlog werden vergeefs pogingen ondernomen ze terug naar Brussel te brengen. Kort na de oorlog werd ontdekt dat ze weg waren. Ze bleken onvindbaar, wat een fikse tegenvaller was aangezien de originele tekeningen nodig waren geweest voor het drukken van de eerste kleurenversie. De tekeningen werden opnieuw gemaakt door ze over te trekken met behulp van een lichtbank. Pas na het overlijden van Hergé kwam Casterman erachter dat een medewerker van Cœurs Vaillants de originele exemplaren tijdens de oorlog ontvreemd had, om ze uiteindelijk voor veel geld te verkopen.

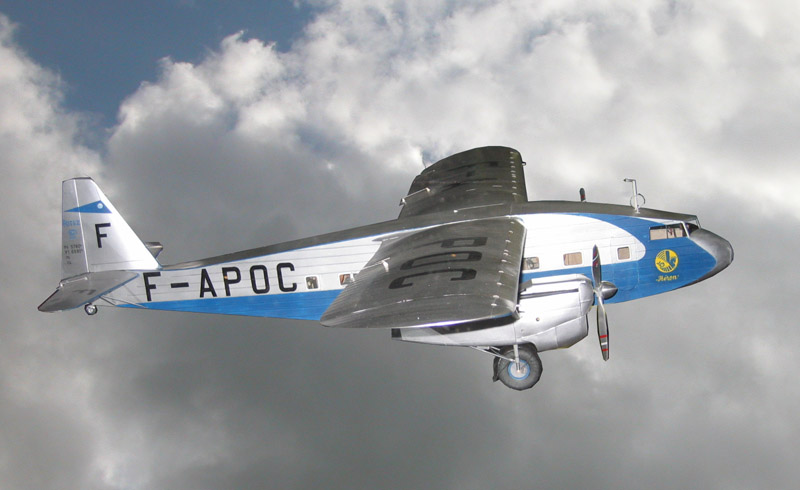
Fotomontage van een schaalmodel van een Potez 62. Een dergelijk vliegtuig werd door Hergé gebruikt in De scepter van Ottokar.

Bij de uitgave van de driekleurendruk eind jaren veertig was dit voor Hergé en zijn medewerker op dat moment, Edgar P. Jacobs, aanleiding om de achtergronden en kostuums – die van de paleiswacht leken op die van de Yeomen Warders – nu meer in de stijl van de Balkan weer te geven. Het was Jacobs die Hergé overtuigde dit te doen. Bijna alle tekeningen moesten worden aangepast. Jacobs nam dit voor zijn rekening, maar tekende ze alleen met potlood. Het inkten liet hij over aan Hergé, maar het was weer Jacobs die het inkleurwerk verrichtte. Tevens herschreef Jacobs de muzieknoten bij de zang van Bianca Castafiore. Zowel de scepter als de heraldiek werden op advies van Jacobs ontdaan van alle grappig bedoelde kenmerken. Hetzelfde gebeurde met de schatbewakers.

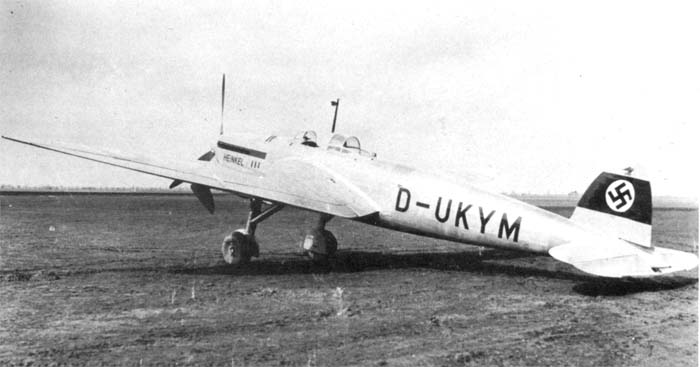
De Heinkel He 118.

In het verhaal komen vliegtuigen voor die in het echt ook bestaan, zoals de Potez 62 en de Savoia-Marchetti S.M.73P. Het rode vliegtuig met het openklappende luik onder Kuifjes stoel is een Stinson R-3S en het watervliegtuig aan het eind van het verhaal is een Lioré & Olivier LeO H-242. In het zwart-witalbum kwamen ook nog Heinkels voor. Vlak voor de heruitgave van het zwart-witalbum in 1942 schoot het Hergé te binnen dat een collega hem bij de aanvang van de Tweede Wereldoorlog had geadviseerd om de merknaam Heinkel van het vliegtuig te verwijderen om problemen met de Duitse censors te vermijden. Deze man werkte voor de Duitse Propaganda Abteilung, iets dat Hergé toen onbekend was. Op 12 mei 1942 verzocht hij zijn uitgever om de naam weg te halen, maar hij was te laat. Het leidde echter niet tot een publicatieverbod door de Duitse bezettende macht. Sinds de uitgave van eind jaren veertig is de Heinkel veranderd in de bekendere Messerschmitt van het type Bf-109, ook bekend als de Me-109.
Castafiore en Wagner geven Kuifje een lift in een vereenvoudigde tekenversie van een Amerikaanse Cadillac LaSalle uit 1934 met drie motorkapuitgangen in plaats van de gebruikelijke vijf. De Borduriërs die vluchten met de scepter rijden in een coach Chevrolet, model 1932. Jansen en Janssen rijden Kuifje achterna in een tweedeurs Ford V8 Cabriolet uit 1937. Kuifje wordt door vier politieagenten meegenomen in een Ford V8-78 Club Cabriolet, een voertuig met vier deuren. Een van de andere afgebeelde auto's is een Opel Olympia Cabriolet coach uit 1935 (p. 13-14), Hergé had er daar zelf een van in bezit. De koning rijdt Kuifje aan in een zwarte Packard Super Eight coupé, model 1937. Volgens enkele bronnen bezat de Belgische koninklijke familie destijds een dergelijke wagen.
In Hergés archief werd een foto aangetroffen van de Bosnische plaats Mostar. Een van de afgebeelde minaretten, de bomen, de vorm en kleur van de huizen en met bergen op de achtergrond doen denken aan de grote tekening op pagina 25 van de kleurenversies van het album.
Op pagina 59 van de kleurendrukken staat Hergé met een aantal goede bekenden van hem in een balzaal afgebeeld. Zelf staat hij rechts, met bruin haar en een lach op zijn gezicht. Verder afgebeeld zijn z'n echtgenote Germaine Kierckens (de vrouw in het paars, direct links van hem), zijn broer Paul (direct links van Germaine), Edgar P. Jacobs (de figuur in het kuras, rechts), de schilder Marcel Stobbaerts (met brede zwarte haarscheiding, links vooraan), Edouard Cnaepelinckx (de man met de witte haren, links), Jacques Van Melkebeke (rechts van Cnaepelinkckx met bril) en diens echtgenote Ginette. Op pagina 38 luistert Jacobs, gezeten schuin achter de koningin, naar een voorstelling van Bianca Castafiore. Onderaan deze pagina staat Hergé in een groen gala-uniform naast Jacobs en kijken ze zwijgzaam toe hoe Kuifje door de paleiswacht wordt afgevoerd. Wat daarbij opvalt is dat het bovenstuk van Jacobs' uniform op de eerste tekening bruin is en op de tweede rood, terwijl de voorvallen zich wel op hetzelfde tijdstip voordoen.
Op pagina 30 zijn op de eerste muurschildering rechts van de deur vijf personages afgebeeld. Elf pagina's verderop zijn het er zes. Op pagina zes staat in de eerste tekening een lege stoel links van Kuifje. In het volgende plaatje, alsook in het vierde, is deze stoel verdwenen. In de vijfde afbeelding staat hij er weer. In de zwart-witversie wordt dezelfde fout gemaakt. Op pagina drie van de kleurendrukken staat bij de verkeerde tekening de omschrijving 'click', dat het schieten van een foto van Kuifje moet verbeelden. De foto wordt gemaakt als Kuifje en Bobbie op de overloop lopen, maar op de in het verhaal ontwikkelde foto komen ze van de trap af. In het zwart-witalbum is de weergave wel correct. Een andere fout is in de tekst terug te vinden: op pagina zeven staat dat Syldavië in de elfde eeuw door Bordurië veroverd werd, maar op pagina 21 is te lezen dat dit in 1195 plaatsvond.
In de interviews die hij in 1971 had met Sadoul vertelde Hergé dat hij aan Stalin had gedacht toen hij een van de stripfiguren een snor gaf. Om herkenning te voorkomen gaf hij hem naar eigen zeggen SS-onderscheidingstekens.

### Voorplaat
In juni 1939 besloot Hergé dat hij op het voorplaat van de albums bij de vermelding van De avonturen van Kuifje de toevoeging 'reporter' verwijderd wilde hebben, iets dat gebeurde. Oorspronkelijk beeldde hij als voorplaat het wapen van Syldavië af met op de voorgrond Kuifje en Bobbie. Op verzoek van Hergé kreeg de titel unciaalachtige letters. De wapenschilden en scepter had Hergé het liefst in goudkleur willen afdrukken, maar dan zou alleen voor deze kleinigheid een vijfde steunkleur moeten worden toegevoegd en dat vond Casterman te duur worden. De uitgever stelde daarop voor om de steunkleur geel te schrappen en te vervangen door die van goud. Kuifjes haren, die altijd vlasblond waren geweest, zouden dan bruin geverfd gaan worden. Dat laatste zag Hergé niet zitten en uiteindelijk werd besloten om het idee van de kleur goud te laten varen en gebruik te maken van verschillende tinten geel.
Hergé vond dat de tekening op deze voorplaat van het zwart-witalbum de minste was van al zijn Kuifje-albums. Al in 1942 bij een heruitgave veranderde hij daarom de voorplaat. Hij maakte er de ingang van het koninklijk paleis van, met twee wachters aan beide zijden van de hoofdingang en op de voorgrond opnieuw de held van het verhaal en diens trouwe viervoeter. Bij de uitgave van de driekleurendruk hield hij die voorplaat aan, maar hij plaatste de titel gecentreerd op een vel perkament dat een hoogte kreeg van 69 mm. Later werd ook de tekst "De avonturen van KUIFJE" toegevoegd aan het perkament, waardoor de hoogte daarvan toenam tot 87 mm.
Bij de verschillende drukken wilde de tekening op de voorplaat nogal eens anders worden afgesneden doordat hij niet goed op stand werd gezet. Zo zijn er uitgaven waarbij beide voorpoten van Bobbie bijna in zijn geheel zijn weggesneden, evenals een deel van de rechterschoen van Kuifje. Uiteindelijk zijn er aan alle zijden van de voorplaat afwijkingen met andere drukken waar te nemen. Bij de tweede druk van de softcover werd de tekening op de voorplaat 10 mm kleiner gemaakt, maar bij deze en de volgende twee drukken werd de tekening vooraf aan het drukken nog steeds niet goed op stand gezet, waardoor de weergave opnieuw niet perfect is.
Het album heeft in de Franstalige versie vijf keer een andere tekening als voorplaat gehad. De laatste aanpassing dateert van 1964.

### Betekenis namen
De familienaam van de ambassadeur Yegor Stassanow verwijst naar het Belgische zuivelbedrijf Stassano en die van de gebroeders Halambiek naar alambiek, een destilleertoestel. Professor Halambiek heet in de oudste Nederlandstalige versies overigens professor Spiritus. Ottokar van koning Ottokar IV is een in het echt bestaande naam, zoals die van enkele koningen van Bohemen. Hergé zei daarover: "Destijds vond ik deze naam komisch omdat iedereen zou gaan denken dat het een eenvoudige woordspeling was, terwijl het er geen was. Ik hou er wel van de mensen op het verkeerde been te zetten."
De fictieve plaatsnaam Zileheroum - ook geschreven als Zilehroum - van de Slag bij Zilehr(e)roum staat voor 'zielenroem'. In de toeristenbrochure over Syldavië komt een afbeelding voor van de plaats Niedzdrow met de begeleidende tekst "vue de Niedsdrow", wat staat voor "gezicht met niets erop".

### Syldavisch

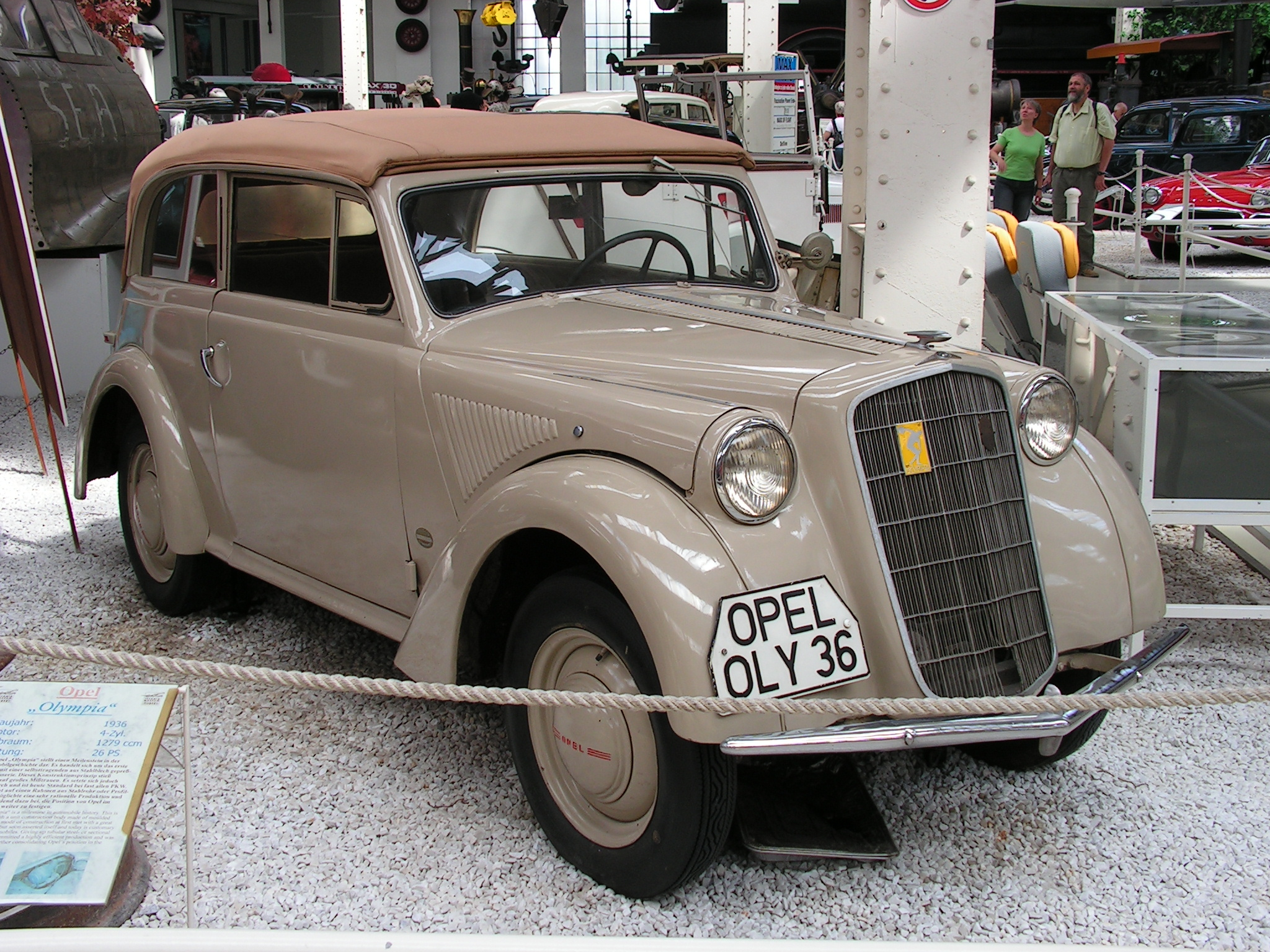
De geheim agenten in De scepter van Ottokar vluchten in een Opel Olympia Cabriolet coach. Hergé bezat zo'n auto.

In het verhaal komt de fictieve taal Syldavisch voor, waarvoor Hergé zich wat de woordenschat betreft baseerde op het Marols, het Nederlandse dialect zoals dat gesproken werd in de Brusselse wijk de Marollen. Hergé kende dit dialect van zijn oma van moederskant, die alleen het Marols meester was. De syntaxis van het Syldavisch is gebaseerd op het Frans. Een voorbeeld Syldavisch is: Czesztot wrzykar nietz on waghabontz! ... zesztot bätczer yhzer kzömmetz noh dascz gendarmaskaïa? (Dat is zeker niet een vagebond! ... Is het beter als hij naar het politiebureau komt?). In de Engelse vertaling werd het Syldavische woord gendarmaskaïa ("gendarmerie") veranderd in dat van politsia. Professoren linguïstiek en filologie van de Universiteit van Bordeaux die het Syldavisch van Hergé bestudeerd hadden, lieten hem in 1959 weten dat die aanpassing volgens hen een duidelijke verbetering was. Ook op andere universiteiten leidde het Syldavisch tot academische verhandelingen. De taal wordt weergegeven in het cyrillisch schrift, maar Hergé is daarin niet consequent.
Op twee in het album afgedrukte brieven van Müsstler staat bij de afsluiting amaïh, afgeleid van het Vlaamse amai, dat zoveel betekent als 'jeetje' of 'oeps'. In de eerste Nederlandstalige driekleurenversie staat onder deze brieven Owee! In de zwart-witversie roept een Syldavische boer van ontzetting hamaïh, als hij Bobbie boven op een parachute naar beneden ziet komen. In latere albums is deze boer zonder tekst.
Van sommige woorden wordt in het verhaal een uitleg over de betekenis gegeven. Zo staat de naam van de hoofdstad Klow voor Heroverde Stad; van kloho voor verovering en ow voor stad. De naam Muskar is afgeleid van muskh, dat in het Syldavisch voor dapperheid staat en van kar dat voor koning staat.

### Herkomst wapenspreuk
De wapenspreuk van koning Ottokar IV: Eih bennek, eih blavek is, letterlijk, Marols voor: Hier ben ik, hier blijf ik. Het zijn dezelfde woorden als in de fameuze zin die de Franse opperbevelhebber Patrice de Mac-Mahon op 8 september 1855 uitsprak in de Krimoorlog na zijn verovering van de redoute Malachov in de legendarische Slag bij Malachov: J'y suis, j'y reste! Dezelfde zin komt ook terug in de uit 1839 daterende opera Le Lac des fées van Daniel Auber op libretto van Eugène Scribe en Mélesville.

### Herziening tekst
Bij de hertekening van het album voor de eerste kleurenuitgave, eind jaren veertig, werd hier en daar ook de tekst aangepast. In de zwart-witversie zong Castafiore in de auto met Kuifje erin: Het is een koningsdochter die men in het voorbijgaan groet... en in de kleurendruk: Ben jij het Marguerite? In de oorspronkelijke versie denkt Kuifje, Castafiore aanhorend en kijkend naar de afdruk Securit op de ramen: Gelukkig. In de herziene versie werd dat: Gelukkig zijn de ramen sterk genoeg!...
In de laatste Nederlandstalige uitgaven wordt de in het Syldavisch geschreven koninklijke wapenspreuk Eih bennek, eih blavek vertaald als: Hij die kaatst, kan de bal verwachten. In een eerdere Nederlandse vertaling was dat nog: Hij die kwaad zaait, zal kwaad oogsten. De spreuk zelf was toen: Eik bennik, eik blavek.
In de Franstalige uitgave is De scepter van Ottokar het eerste album waarin de twee stuntelende detectives de namen Dupond en Dupont kregen. Daarvoor droegen ze de namen X33 en X33 BIS. In de Nederlandse albums kregen ze in eerste instantie de namen Jansen en Jansens, later die van Jansen en Janssen. In de oudere Nederlandstalige kleurenversie worden ze voorgesteld als leden van de gerechtelijke politie en verderop in het verhaal als detectives. Na een nieuwe vertaling werd dat recherche, respectievelijk gediplomeerde detectives. Ook is er een versie zonder het 'gediplomeerde'. De scepter van Ottokar IV werd bij een onderschrift in de eerste Nederlandstalige kleurenuitgave per abuis de scepter van Ottokar VI genoemd.
Professor Halambiek heeft in de Nederlandse versie een zegel in privébezit van de heilige Lodewijk, ofwel van de Franse koning Lodewijk IX. In de Engelstalige versie is dat een zegel van Eduard de Belijder.
In de Engelstalige versie werd vanaf de eerste uitgave in 1958 de naam van Nestor Halambiek veranderd in die van Hector Halambiek, om geen verwarring te creëren met de butler Nestor, die dan al voor het eerst in 1942 is verschenen in het Kuifje-verhaal Het geheim van de eenhoorn. De terugvlucht van Kuifje, Jansen en Janssen gaat in de Nederlandstalige uitgave via Marseille. In de Engelstalige editie daarentegen wordt naar Southampton gevlogen.

## Publicaties
Het verhaal verscheen voor het eerst van 4 augustus 1938 tot 10 augustus 1939 op donderdagen in de jeugdbijlage Le Petit Vingtième van het Franstalige en Belgische dagblad Le Vingtième Siècle. De titel was bij aanvang nog Tintin en Syldavie (Tintin in Syldavië), gedurende het verloop van het verhaal werd dat Les nouvelles aventures de Tintin en Syldavie (De nieuwe avonturen van Tintin in Syldavië). De strip verscheen telkens met twee bladzijden van elk drie stroken. De strip verscheen vanaf 14 mei 1939 wekelijks in het Franse tijdschrift Cœurs Vaillants, met als titel Tintin et Milou en Syldavie. Het verhaal verscheen in tweekleurendruk, ofwel in zwart en rood.
Om de kosten te drukken, wilde uitgeverij Casterman het aantal pagina's in albumvorm beperken tot maximaal honderd, dunner en dus kwalitatief slechter papier gebruiken, de buitentekstpagina's van vier naar twee terugbrengen en de schutbladen niet meer in kleur uitbrengen. Met het aantal pagina's had Hergé geen probleem, hij dacht namelijk dat het verhaal er sowieso niet meer nodig had, maar de andere voorstellen wenste hij niet over te nemen. "U weet hoe belangrijk (...) de kleur is", liet hij Casterman weten. Hij stelde op zijn beurt voor om de kosten per album omlaag te krijgen middels een grotere oplage en hij wilde het album ook in Canada gaan uitbrengen. Hergé had nog een ander plan. Op 2 maart 1939 vroeg hij aan Lesne of die het album, net als Cœurs Vaillants, in tweekleurendruk wilde uitgeven. Zijn uitgever toonde geen principiële bezwaren. Als Cœurs Vaillants de clichés kon leveren, de grootte niet hoefde te worden aangepast en er verder geen meerkosten waren, dan voelde Lesne daar wel voor. Cœurs Vaillants ging echter na negentien afleveringen van elk twee pagina's over op de gebruikelijke zwart-witversie.
In november 1939 kwam het album voor het eerst uit, in hetzelfde jaar dat het Balkanland Albanië door Italië veroverd werd en twee maanden na de militaire inval van Duitsland en de Sovjet-Unie in Polen en de daaropvolgende oorlogsverklaringen van Engeland en Frankrijk. De plot was dus uitermate actueel. De uitgave was alsnog in zwart-wit, maar met vier buitentekstpagina's in kleur. De Franstalige titel werd Le sceptre d'Ottokar. In deze meest oorspronkelijke albumvorm telde het complete verhaal 106 pagina's. Het album werd alleen in Franstalig België uitgebracht. Het lag in de bedoeling om het album in hetzelfde jaar ook in Frankrijk en Zwitserland op de markt te brengen, maar de tijdschriften Cœurs Vaillants en het Zwitserse L'Écho illustré hadden de publicatie in hun eigen bladen nog niet afgerond.

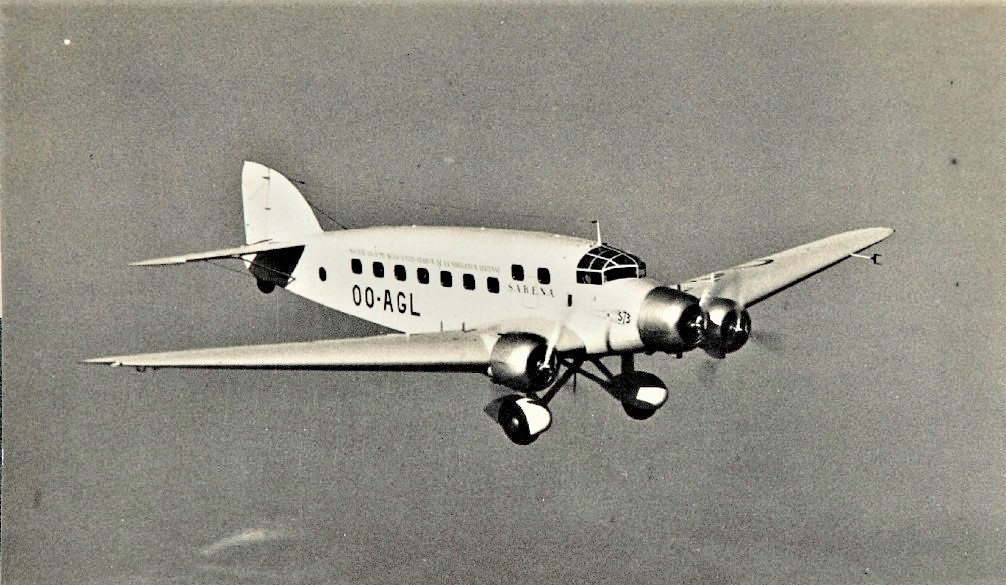
Kuifje en de vermeende professor Halambiek vliegen via Frankfurt naar Praag in een Savoia-Marchetti S.M.73P.

Het album in driekleurendruk kwam eind jaren veertig uit en voor de eerste keer gelijktijdig in zowel het Frans als het Nederlands. Om op kosten te besparen, telde de driekleurendruk nog maar 64 pagina's, waarvan 62 voor het verhaal. De strip was echter niet echt ingekort, maar de tekeningen werden kleiner afgebeeld. Per bladzijde werden er daardoor geen drie, maar maximaal vier stroken weergegeven. Sommige tekeningen uit de zwart-witversie werden echter in zijn geheel vervangen door andere. Diverse tekeningen hebben in het zwart-witalbum een blanco achtergrond. In de kleurenversie kregen die allemaal een concrete achtergrond. De figuren in de kleurenversie werden per plaatje iets kleiner weergegeven dan in de zwart-witversie, zodat er meer ruimte vrijkwam voor het invullen van een achtergrond, die ook nog eens gedetailleerder werd.
De Nederlandse versie was in de spelling-Marchant. De vertaling was van Paul Davay, een pseudoniem voor François Van Der Drift. Sindsdien zouden alle Kuifje-albums op dezelfde dag in beide landstalen gaan verschijnen. Een zwart-witversie van de driekleurendruk werd voorgepubliceerd in het Belgische dagblad 't Vrije Volksblad. Het werd met de plaatsing in 1951 in het Britse stripblad Eagle de eerste Kuifje-strip die in het Verenigd Koninkrijk gepubliceerd werd. Kuifje en Bobbie behielden in deze publicatie hun originele Franse namen Tintin en Milou. De scepter van Ottokar behoorde in 1958 tot de eerste twee Kuifje-albums die - gelijktijdig - in het Verenigd Koninkrijk in het Engels werden uitgebracht. De andere was De krab met de gulden scharen. Van beide albums werden in eerste instantie 60.000 exemplaren gedrukt. De Engelse vertaling werd ter hand genomen door Casterman, maar al snel kwam de Engelse uitgever Methuen met een eigen vertaling.
De scepter van Ottokar was in de eerste helft van de jaren zestig ook het eerste Kuifje-album dat in het Hebreeuws werd uitgebracht. Machbarot Publishers in Tel Aviv was daarvan de uitgever. In de jaren tachtig verscheen een nieuwe Nederlandse vertaling. In 1980 verscheen de originele Franstalige versie in deel vier van de serie Archives Hergé. De originele zwart-witversie met Nederlandse vertaling kwam in 1991 uit.
Hergé wilde het album aanvankelijk de titel De scepter van Ottokar IV geven. Casterman voelde daar echter niets voor, die vond de titel te moeilijk om door kinderen vloeiend uitgesproken te worden, slecht te onthouden en niet commercieel genoeg. Er kwam een compromis: het verhaal zou De scepter van Ottokar gaan heten, dus zonder de IV. Een ander plan van Hergé, om de gebruikelijke schutbladeren voor de gelegenheid te vervangen door een met pelikaantjes, ging eveneens niet door.

## Bewerkingen
De scepter van Ottokar behoorde tot de negen Kuifje-albums die Hergé op 9 april 1948 naar Walt Disney stuurde met de vraag of Disney interesse had om er tekenfilms van te maken. Twee maanden later kreeg hij de albums terug, met het antwoord dat het voorstel was afgewezen.
In 1957 werd De scepter van Ottokar bewerkt voor de Franse en Belgische televisie door Belvision, de animatiestudio van Le Lombard, dat ook weekblad Kuifje uitgaf. De zwart-witanimatiefilm werd gemaakt door de personages uit te knippen en de ledematen te voorzien van gewrichten. Door de armen en benen beeld per beeld te bewegen, ontstond er op een vrij amateuristische wijze animatie. De commentaarstem van de film was van Jean Nohain, destijds een bekend Frans animator. De tekeningen waren van de hand van Hergés assistent Bob De Moor, die ook de supervisie had. Het geluid werd geregeld door de Franse tv-zender R.T.F. De afleveringen van De scepter van Ottokar kwamen eind 1957 voor het eerst op de Belgische televisie.
Vlak na het overlijden van Hergé vonden er besprekingen plaats tussen de Amerikaanse regisseur-producer Steven Spielberg en Hergés weduwe Fanny Vlamynck over een Kuifje-speelfilm. Roman Polanski zou de regie gaan voeren. Spielberg zou zich beperken tot het producerschap. Polanski gaf er de voorkeur aan om een film te maken over De scepter van Ottokar, maar de onderhandelingen liepen uiteindelijk op niets uit.
In de jaren negentig van de twintigste eeuw was er voor het eerst op de televisie de animatieserie De avonturen van Kuifje te zien, gebaseerd op de stripreeks waar dit album bijhoort. Ook verschenen er twee afleveringen die elk 25 minuten lang waren, gebaseerd op het album De scepter van Ottokar.

## Veilingen
In 1998 verkocht de Nederlandse stripverzamelaar Hans Matla een dubbele, originele plaat uit De scepter van Ottokar voor € 57.000. Het Parijse veilinghuis Artcurial verkocht in 2010 een dubbele plaat voor € 307.785. Op 22 november 2014 bracht de originele plaat van pagina 75 van het zwart-witalbum van De scepter van Ottokar bij Artcurial een bedrag op van € 268.400, inclusief veilinggelden. Op 14 december 2014 verkocht het veilinghuis Millon in Brussel een originele tekening van 22 bij 25 centimeter die gebruikt was voor de omslag van Le Petit Vingtième, nr. 29 van 20 juli 1939, voor € 539.880. Een andere, dubbele plaat uit dit verhaal werd in 2015 door het Parijse filiaal van veilinghuis Sotheby's verkocht voor € 1.563.000. Op 30 april 2016 verkocht de Franse zanger Renaud via Artcurial ook een dubbele plaat, van 39,5 bij 60 centimeter, uit dit album uit 1939, wat € 1.046.300 opbracht. Een tekening in kleur van De scepter van Ottokar die niet in het album voorkomt, maar wel op 14 februari 1939 op de omslag van Le Petit Vingtième stond, werd in november 2017 verkocht voor € 505.000 via Artcurial.
Op 3 mei 2018 werd bij Christie's in Parijs een tekening voor € 629.000 verkocht (exclusief de veilingkosten € 607.500), die op 22 januari 1939 de voorpagina sierde van deel 25 dat jaar van Le Petit Vingtième. Op de afbeelding zijn Kuifje en Bobbie te zien, op de vlucht op een steile, groene heuvel. Kuifje heeft zojuist een brood en een fles wijn gestolen uit een Bordurische douanepost, die op de achtergrond nog net te zien is. Het plaatje komt niet in de strip zelf voor. De verkochte tekening is 20,7 bij 20,7 cm groot en was door Hergé aan een vriend geschonken, in wiens familie het bijna 77 jaar bleef voordat het bij Christie's te koop werd aangeboden. De tekening werd vervaardigd met Chinese inkt en waterverf.